# Williers
Williers település Franciaországban, Ardennes megyében. Lakosainak száma 40 fő (2022. január 1.). Williers Mogues és Puilly-et-Charbeaux községekkel határos.

## Népesség
A település népessége az elmúlt években az alábbi módon változott:
| Lakosok száma | 53   | 40   | 34   | 44   | 51   | 45   | 42   | 41   | 41   | 40   |
|               | 1968 | 1982 | 1990 | 2006 | 2013 | 2015 | 2017 | 2019 | 2020 | 2022 |